# Zackenberg Station

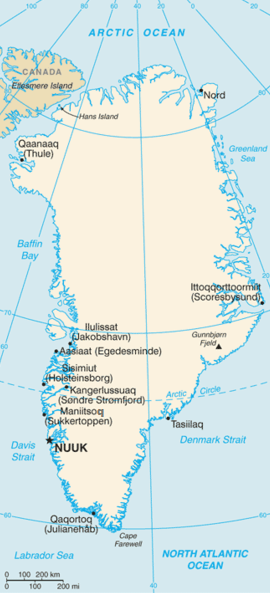
Zackenberg strax nordväst om Ittoqqortoormiit

Zackenberg Station eller Zackenberg (danska: Zackenberg) är en forskningsstation och ligger inom Grönlands nationalpark i nordöstra Grönland. Stationen ägs och drivs av Dansk Polarcenter  .

## Geografi
Stationen ligger i den östra delen av Kung Christian X:s Land cirka 2 km inåt land på den mellersta delen av halvön Wollaston Forland vid viken Young sund vid Grönlandshavet och cirka 450 km nordväst om orten Ittoqqortoormiit.
Cirka 5 km sydväst om stationen ligger det cirka 911 meter höga berget Mount Zackenberg.
Militärstationen Daneborg ligger cirka 25 km sydöst om Zackenberg Station.

## Stationen

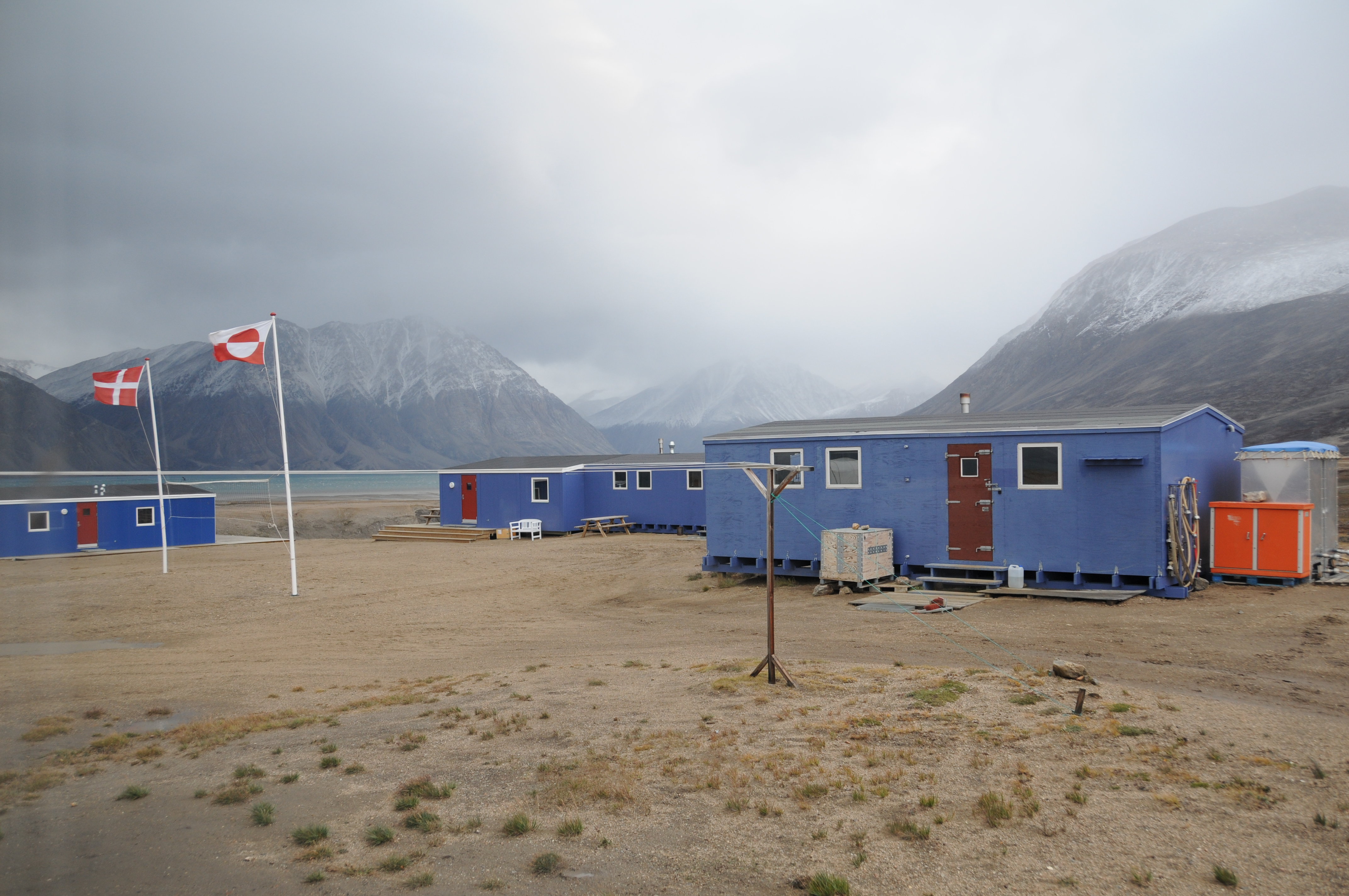
Zackenberg Station.

Zackenberg består av sammanlagd 5 byggnader med vetenskaplig utrustning och laboratorier, boendeområden och ett kommunikationsrum .
Stationen kan härbärga upp till 25 personer samtidigt med kapacitet för ytterligare 15 personer vid anläggningen i Daneborg.
Zackenberg är vanligen öppen under sommaren mellan juni och augusti men bemannas året runt och forskning kan bedrivas under hela året efter tillstånd från Dansk Polarcenter.
Forskningen utförs inom ramen för ZERO (Zackenberg Ecological Research Operations) och omfattar alla frågor som på något sätt berör ekosystem  .

## Historia
Stationen började byggas 1995 och Zackenberg invigdes officiellt i augusti 1997 .